# جانلوکا فرابوتا
جانلوکا فرابوتا (انگلیسی: Gianluca Frabotta؛ زادهٔ ۲۴ ژوئن ۱۹۹۹) بازیکن فوتبال اهل ایتالیا است که به صورت قرضی برای باشگاه فروزینونه بازی می‌کند.
وی همچنین در تیم‌های ملی فوتبال زیر ۱۸ سال ایتالیا و زیر ۱۹ سال ایتالیا بازی کرده‌است.